# Algathia maculiceps
Algathia maculiceps là một loài tò vò trong họ Ichneumonidae.